# Jacques-Eugène Barthélémy

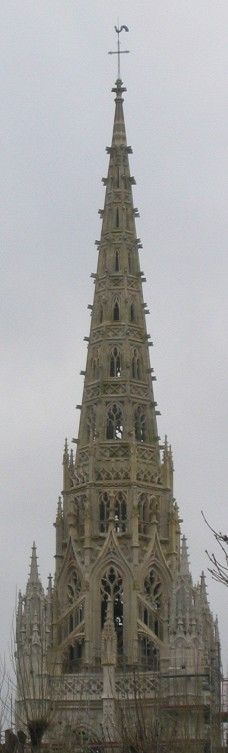
Aguja de la iglesia Saint-Maclou en Ruan

Jacques-Eugène Barthélémy (Ruan, 13 de octubre de 1799 -  Ruan,  16 de mayo de 1882) fue un arquitecto francés del siglo XIX, recordado por su labor como arquitecto diocesano en Ruan, donde realizó varias iglesias en estilo neogótico.

## Biografía
Arquitecto de la diócesis de Ruan desde 1848, fue el autor de varias iglesias en estilo neogótico. Miembro de la Sociedad Libre de emulación del Bajo Sena en 1828, fue admitido en la Academia de Ciencias, Literatura y Artes de Rouen en 1837.
Una plaza de Ruan le honra con su nombre.
Una placa que lleva su nombre figura sobre la fontaine Croix de Pierre, con el texto siguiente:

AÑO 1872, JACQUES EUGÈNE BARTHELEMY POR DEDICACIÓN AL INTERÉS DE LA CIUDAD HA DIRIGIDO GRATUITAMENTE LA RECONSTRUCCIÓN DE ESTE MONUMENTO Y DONÓ LA CRUZ QUE ESTÁ COLOCADA EN SU CUMBRE

Su hijo Marie-Eugene fue también arquitecto.

## Distinciones
- Caballero de la Orden de San Silvestre en 1854;
- Caballero de la Orden de San Gregorio Magno en 1868;
- Caballero de la Legión de Honor en 1868.

## Obras
- Basílica de Nuestra Señora de Bonsecours (1844)
- Aguja en piedra de la iglesia de Saint-Maclou, Ruan (1868)
- Iglesia de San Clemente, Ruan (1872)
- iglesias de Anglesqueville, Amfreville, Bar-sur-Aube, Bertreville-Saint-Ouen, Houlgate, Brionne, Bourdainville, Blanzy, Bernay, la Croix-Saint-Leufroy, Clères, Cormeilles, Elbeuf (Inmaculada Concepción), Caudebec-lès-Elbeuf, Goderville, Le Houlme, Limpiville, Maromme (San Martín), Oissel.
- En colaboración con su hijo Marie-Eugène Barthélémy: Capilla neogótica del antiguo seminario menor de Mont-aux-Malades de Ruán, llamado Seminario de Saint-Romain.[nota 1]